# Giorgio Piccirillo
Giorgio Piccirillo, italijanski general, * 21. februar 1947, Castellammare di Stabia.
Med letoma 2008 in 2009 je bil namestnik poveljujočega generala Korpusa karabinjerjev in od leta 2009 do 2012 je bil generalni direktor AISI (Agenzia informazioni e sicurezza interna).